# Антитоксини
Антитокси́ни (грец. αντι — проти і τοκσικος — отруйний) — особливі речовини (антитіла), що утворюються в організмі, коли до нього потрапляють шкідливі речовини (токсини) бактерійного, рослинного або тваринного походження, здатні знешкоджувати токсини. Кожний антитоксин нейтралізує лише той токсин, внаслідок введення якого він утворився. 
Антитоксини є головною складовою протидифтерійної, протиправцевої та деяких інших лікувальних сироваток, які одержують з крові тварин (звичайно коней), вводячи їм підшкірно відповідний анатоксин.